# DNaseX
DNaseX est un gène qui présente des similitudes de séquence avec le gène de la DNase I au niveau de l'ADN et des protéines. Il est donc également appelé DNase I-like-1 (DNase I-L1). En raison de sa localisation sur le chromosome X et de son activité enzymatique de désoxyribonucléase, il a reçu le nom de DNaseX,,.
Le gène DNaseX a été découvert au début des années 1990 par Johannes F. Coy en tant que membre du projet de recherche Analyse moléculaire du génome au DKFZ (Centre de recherche sur le cancer allemand) à Heidelberg et a été publié pour la première fois en 1996,.    
Tout comme l'enzyme DNase I produite par le gène DNase I, l'enzyme DNase X produite par le gène DNase X coupe les chaînes moléculaires d'acide désoxyribonucléique (ADN) double brin en morceaux. Le découpage de l'ADN en morceaux de 300 paires de bases constitue la dernière étape de l'exécution de la mort cellulaire programmée (apoptose). Les cellules ne peuvent alors plus se diviser et ne peuvent donc plus se développer en cellules tumorales. La DNase I et la DNaseX exécutent la mort cellulaire programmée (apoptose) et protègent ainsi le corps contre le développement de cellules tumorales. L'absence d'activité enzymatique de la DNase entraîne à l'inverse une augmentation de la formation de cellules tumorales, car l'exécution de l'apoptose est empêchée,.

## Signification
L'un des points communs fondamentaux de toutes les tumeurs est la perturbation de l'apoptose. Les cellules dégénérées échappent ainsi à l'autodestruction, continuent de croître et risquent de dégénérer davantage par des nouvelles mutations et d'augmenter leur agressivité et leur malignité.
La DNaseX présente une particularité qui en fait un marqueur adapté à la détection des cancers. La concentration de l'enzyme DNaseX augmente dans les cellules tumorales, contrairement aux autres DNases dont la concentration diminue au cours du développement tumoral.
La DNaseX est en principe produite en plus grande quantité dans les cellules tumorales afin de provoquer la mort cellulaire programmée souhaitée. En synthétisant des inhibiteurs spéciaux, la cellule tumorale peut toutefois supprimer l'activité enzymatique de la DNaseX et empêcher ainsi la dernière étape de l'apoptose – le découpage de l'ADN.
Jusqu'à présent, l'accumulation de DNaseX a pu être démontrée dans tous les types de tumeurs prémalignes et malignes examinés à ce sujet. L'accumulation dans les cellules a lieu lorsque la DNaseX ne peut pas remplir sa fonction. La cellule continue alors à produire la protéine DNaseX, car elle veut déclencher l'apoptose. Cette situation entraîne des concentrations de DNaseX de plus en plus élevées dans la cellule. Si une surproduction de DNaseX peut être mise en évidence, elle peut être considérée comme un indicateur d'une apoptose perturbée et comme un indice du développement de tumeurs dans l'organisme,,.    
L'épitope Apo10 joue un rôle particulier dans ce processus. Ce segment caractéristique de la séquence protéique de l'enzyme DNaseX peut être identifié de manière diagnostique à l'aide de l'anticorps monoclonal Apo10 (DJ28D4) du même nom,,,.     
L'accumulation de DNaseX (Apo10) dans le noyau cellulaire qui en résulte facilite également la détection - car la quantité d'Apo10 dans le noyau cellulaire augmente fortement.   

## Application clinique
DNaseX (Apo10) est déjà utilisée dans le dépistage diagnostique du cancer. Les enzymes DNaseX (Apo10) et TKTL1 sont détectées dans le PanTum Detect, un test sanguin utilisé en combinaison avec des méthodes d'imagerie telles que l'IRM et le TEP-TDM pour la détection précoce des cancers. Leur détection dans les cellules immunitaires au moyen de la technologie EDIM donne des indications sur une éventuelle maladie tumorale,. En cas de résultat anormal, il est recommandé de procéder à un examen par imagerie médicale.